# Tsuyoshi Watanabe
Tsuyoshi Watanabe (渡辺 剛 Watanabe Tsuyoshi?), född 25 februari 1997 i Saitama prefektur, är en japansk fotbollsspelare som spelar för belgiska Kortrijk.
Tsuyoshi Watanabe har spelat en landskamper för det japanska landslaget.

## Karriär
Den 28 december 2021 värvades Watanabe av belgiska Kortrijk, där han skrev på ett 3,5-årskontrakt.